# Bisage
Koordinati:   44°01′25″N, 15°13′07″E
Bisage so majhen nenaseljen otoček v Jadranskem morju. Pripada Hrvaški.
Bisage ležijo med jugovzhodnim delom otoka Iž in Ugljanom, od katerega so oddaljene okoli 1 km. Površina otočka meri 0,046 km². Dolžina obalnega pasu je 0.86 km. Najvišja točka otočka doseže višino 16 mnm.